# Гительман, Лев Иосифович
Лев Ио́сифович Гительма́н (12 августа 1927, Иркутск — 11 сентября 2008, Санкт-Петербург) —советский и российский театровед, доктор искусствоведения, специалист по истории французского театра. Профессор, заведующий кафедрой зарубежного искусства Санкт-Петербургской академии театрального искусства (ныне РГИСИ).

## Биография
Выпускник театроведческого факультета Ленинградского театрального института имени А. Н. Островского. С 1952 г. работал в Театральной библиотеке имени А. В. Луначарского, в 1959 г. — в Театральном музее, с 1959 г. в ЛГИТМиКе (ныне РГИСИ).
Оказал большое влияние на практиков и исследователей отечественного театрального искусства. Среди учеников Л. И. Гительмана многие деятели театра и кино СССР и России (народные артисты России А. Ю. Толубеев, М. С. Боярский, К. А. Раппопорт), театроведы (доктора искусствоведения И. А. Некрасова, Н. А. Маркарян, К. А. Учитель, А. А. Чепуров, а также кандидаты искусствоведения Е. В. Маркова, Н. В. Песочинский, Е. И. Горфункель, В. И. Филатова, А. А. Юрьев, М. Ю. Дмитревская, Е. В. Третьякова, М. Б. Попович, Е. Р. Ганелин и др.).
Помимо преподавательской деятельности писал книги по истории театра, статьи о современном театре, рецензии на спектакли. Иногда соавтором статей Льва Иосифовича была его супруга — театровед, кандидат искусствоведения Нина Александровна Рабинянц.
В разные годы он входил в жюри «Золотой маски» и «Золотого софита».
Председатель экспертного совета «Балтийского международного фестивального центра» и бессменный председатель жюри фестиваля «Балтийский дом», член художественного совета при Комитете по культуре Администрации Санкт-Петербурга; председатель художественной комиссии Дома ученых РАН, действительный член Гуманитарной академии.
В 2008 году был удостоен премии «Золотой софит» в номинации «За творческое долголетие и уникальный вклад в театральную культуру Санкт-Петербурга».
С 2013 года в рамках фестиваля «Рождественский парад» вручается премия «Лев» памяти Л. И. Гительмана.

## Труды
- Из истории французской режиссуры (1976).
- Тенденции прогрессивной французской режиссуры (1977).
- Комеди Франсез: сборник статей / сост. М. М. Молодцова, Л. И. Гительман (1980).
- Идейно-творческие поиски французской режиссуры XX века (1988).
- Из истории зарубежной режиссуры (1997).
- Зарубежное актёрское искусство XIX века: Франция, Англия, Италия, США: хрестоматия (2002).
- История зарубежного театра: учебник для вузов / [А. В. Бартошевич, Л. И. Гительман, Е. И. Горфункель и др. Отв. ред. Л. И. Гительман (2005).